# Lenin (Białoruś)
Lenin (biał. Ленін; ros. Ленин; w 1939 Sosnkowicze) – agromiasteczko (dawniej miasteczko) na Białorusi, na Polesiu, w rejonie żytkowickim obwodu homelskiego, nad Słuczą.
Siedziba parafii prawosławnej; znajduje się tu cerkiew pw. Narodzenia Matki Bożej w budynku z początku XX w., zaadaptowanym w 1992 r. na cele kultowe.

## Etymologia nazwy
Nazwa tej miejscowości wywodzi się z XVI wieku i według legendy miejscowej pochodzi od imienia córki właściciela dóbr lenińskich Jeleny (zdrobniale Leny), która utopiła się w Słuczy. Częstym błędem jest interpretowanie nazwy jako pochodzącej od Włodzimierza Lenina.

## Historia
Miasto magnackie położone było w końcu XVIII wieku w Księstwie Słuckim w powiecie nowogródzkim województwa nowogródzkiego.
Według Słownika geograficznego Królestwa Polskiego miasteczko miało 75 osad, most na Słuczy i kwaterę 4 okręgu policyjnego, obejmującego gminy Lenin, Czuczewicze, Łachwa i Żytkowice.
Za II Rzeczypospolitej Lenin stał się przygranicznym miasteczkiem w województwie poleskim, w powiecie łuninieckim, siedzibą terytorialnie rozległej gminy Lenin, położonej na wschodnich rubieżach województwa i kraju. W 1921 miejscowość liczyła 1520 mieszkańców, zamieszkałych w 225 budynkach, w tym 927 Żydów, 483 Białorusinów, 102 Polaków i 8 osób innej narodowości. 928 mieszkańców było wyznania mojżeszowego, 540 prawosławnego, 44 rzymskokatolickiego i 8 ewangelickiego.
Od 1925 stacjonowało w nim dowództwo kompanii granicznej KOP.
Najprawdopodobniej ze względu na aluzję do nazwiska wodza rewolucji, 31 maja 1939 nazwę zmieniono na Sosnkowicze a jednostki administracyjnej na gmina Sosnkowicze. W związku ze zmianą nazwy miasteczka Lenin projektowano również zmianę nazwy majątku Lenin na „Kazimierzówka”. „W ten sposób byłyby w powiecie łuninieckim dwie osady, których nazwa pochodziłaby od imienia i nazwiska gen. broni Kazimierza Sosnkowskiego, który często odwiedzał tę miejscowość”.
Lenin wraz z kilkoma okolicznymi miejscowościami są jedynymi terenami dawnej II RP, która obecnie leżą w obrębie obwodu homelskiego. W latach 1940–1961 istniał rejon leniński, jednak jego centrum były Mikaszewicze.
Podczas okupacji hitlerowskiej, marcu 1942 roku Niemcy utworzyli getto dla żydowskich mieszkańców. Przebywało w nim około 2000 osób. 13 sierpnia 1942 roku Niemcy zlikwidowali getto, a Żydów zamordowano. 
12 maja 2013 roku w obecności polskich dyplomatów i przedstawicieli władz lokalnych odsłonięto w Leninie kamień upamiętniający 1200 Polaków i Białorusinów zamordowanych w lutym 1943 r. przez Niemców.

## Zabytki
- cmentarz żydowski, na cmentarzu pomnik Żydów zabitych przez nazistów podczas II wojny światowej.